# Heorhij Boesjtsjan
Heorhij Mykolajovtytsj Boesjtsjan (Oekraïens: Георгій Миколайович Бущан; Odessa, 31 mei 1994) is een Oekraïens voetballer die speelt als doelman. In januari 2025 verruilde hij Dynamo Kiev voor Al-Shabab. Boesjtsjan maakte in 2020 zijn debuut in het Oekraïens voetbalelftal.

## Clubcarrière
Boesjtsjan speelde in de jeugd van Tsjornomorets Odessa en werd in 2010 opgenomen in de opleiding van Dynamo Kiev. In de seizoenen 2013/14, 2014/15 en 2015/16 speelde hij wat wedstrijden voor het tweede elftal van de club, uitkomend op het tweede niveau. Hierna werd de doelman overgeheveld naar het eerste team, waar hij zijn debuut maakte op 20 augustus 2017. Hij mocht van coach Aljaksandr Khatskevitsj tegen Stal Dniprodzerzjynsk in de basis beginnen en keepte het hele duel. Hij zag Artem Besjedin de score openen namens Dynamo en de voorsprong werd uitgebreid door Artem Kravets en Domagoj Vida. Na een tegendoelpunt van Orest Koezyk zorgde Kravets met zijn tweede treffer voor de beslissing: 4–1.
Hij was nog twee seizoenen voornamelijk reservedoelman, alvorens hij in het seizoen 2019/20 een basisplaats kreeg. Aan het begin van dat seizoen tekende Boesjtsjan tevens een nieuwe verbintenis bij Dynamo, tot medio 2023. Deze werd later verlengd tot de zomer van 2026. Dit contract zat Boesjtsjan niet uit, want in januari 2025 nam Al-Shabab hem voor zo'n drie miljoen euro over.

## Clubstatistieken
| Seizoen | Club           | Competitie       | Competitie | Competitie | Beker | Beker | Internationaal | Internationaal | Totaal | Totaal |
| Seizoen | Club           | Competitie       | Wed.       | Dlp.       | Wed.  | Dlp.  | Wed.           | Dlp.           | Wed.   | Dlp.   |
| ------- | -------------- | ---------------- | ---------- | ---------- | ----- | ----- | -------------- | -------------- | ------ | ------ |
| 2013/14 | Dynamo Kiev II | Persja Liha      | 4          | 0          | —     | —     | —              | —              | 4      | 0      |
| 2014/15 | Dynamo Kiev II | Persja Liha      | 15         | 0          | —     | —     | —              | —              | 15     | 0      |
| 2015/16 | Dynamo Kiev II | Persja Liha      | 5          | 0          | —     | —     | —              | —              | 5      | 0      |
| 2016/17 | Dynamo Kiev    | Premjer Liha     | 0          | 0          | 0     | 0     | 0              | 0              | 0      | 0      |
| 2017/18 | Dynamo Kiev    | Premjer Liha     | 6          | 0          | 3     | 0     | 3              | 0              | 12     | 0      |
| 2018/19 | Dynamo Kiev    | Premjer Liha     | 7          | 0          | 1     | 0     | 1              | 0              | 9      | 0      |
| 2019/20 | Dynamo Kiev    | Premjer Liha     | 20         | 0          | 3     | 0     | 5              | 0              | 28     | 0      |
| 2020/21 | Dynamo Kiev    | Premjer Liha     | 23         | 0          | 1     | 0     | 11             | 0              | 35     | 0      |
| 2021/22 | Dynamo Kiev    | Premjer Liha     | 15         | 0          | 0     | 0     | 5              | 0              | 20     | 0      |
| 2022/23 | Dynamo Kiev    | Premjer Liha     | 8          | 0          | 0     | 0     | 8              | 0              | 16     | 0      |
| 2023/24 | Dynamo Kiev    | Premjer Liha     | 26         | 0          | 0     | 0     | 4              | 0              | 30     | 0      |
| 2024/25 | Dynamo Kiev    | Premjer Liha     | 16         | 0          | 0     | 0     | 11             | 0              | 27     | 0      |
| 2024/25 | Al-Shabab      | Saudi Pro League | 2          | 0          | 0     | 0     | 0              | 0              | 2      | 0      |
| Totaal  | Totaal         | Totaal           | 147        | 0          | 8     | 0     | 40             | 0              | 195    | 0      |

Bijgewerkt op 6 februari 2025.

## Interlandcarrière
Boesjtsjan maakte zijn debuut in het Oekraïens voetbalelftal op 7 oktober 2020, toen een vriendschappelijke wedstrijd gespeeld werd tegen Frankrijk. Eduardo Camavinga opende namens dat land de score, waarna Olivier Giroud met twee treffers de Franse voorsprong uitbreidde en voor rust werd het 4–0 door een eigen doelpunt van Vitalij Mykolenko. Na rust deed Viktor Tsyhankov wat terug, maar door doelpunten van Corentin Tolisso, Kylian Mbappé en Antoine Griezmann wonnen de Fransen met 7–1. Boesjtsjan mocht van bondscoach Andrij Sjevtsjenko in de basisopstelling beginnen en hij stond het gehele duel onder de lat. De andere Oekraïense debutanten dit duel waren Illja Zabarnyj (eveneens Dynamo Kiev), Jevjen Makarenko (Linzer ASK), Joechym Konoplja (Desna Tsjernihiv) en Oleksandr Zoebkov (Ferencváros). Tijdens zijn derde interland, zes dagen later op 13 oktober 2020, hield de sluitpost voor het eerst de nul in een wedstrijd van de nationale ploeg. Door een doelpunt van Tsihankov werd die dag een wedstrijd voor de Nations League 2020/21 met 1–0 gewonnen van Spanje.
Boesjtsjan werd in april 2021 door Sjevtsjenko opgenomen in de voorselectie voor het uitgestelde EK 2020. In juni nam Sjevtsjenko hem ook op in zijn definitieve selectie. Op het toernooi werd Oekraïne in de kwartfinales uitgeschakeld door Engeland (0–4), nadat in de groepsfase was verloren van Nederland (3–2) en Oostenrijk (0–1), gewonnen van Noord-Macedonië (2–1) en in de achtste finales werd na verlengingen gewonnen van Zweden (1–2). Boesjtsjan keepte in alle wedstrijden. Zijn toenmalige teamgenoten Serhij Sydortsjoek, Mykola Sjaparenko, Illja Zabarnyj, Viktor Tsyhankov, Vitalij Mykolenko, Artem Besjedin, Oleksandr Karavajev, Oleksandr Tymtsjyk, Denys Popov (allen eveneens Oekraïne) en Tomasz Kędziora (Polen) waren ook actief op het EK.
In mei 2024 werd Boesjtsjan door bondscoach Serhij Rebrov opgenomen in de selectie van Oekraïne voor het EK 2024 in Duitsland. Oekraïne werd in de groepsfase uitgeschakeld na een nederlaag tegen Roemenië (3–0), een overwinning op Slowakije (1–2) en een gelijkspel tegen België (0–0). Boesjtsjan kwam op het EK niet in actie. Zijn toenmalige clubgenoten Andrij Jarmolenko, Volodymyr Brazjko, Mykola Sjaparenko, Oleksandr Tymtsjyk en Vladyslav Vanat (allen eveneens Oekraïne) waren ook actief op het toernooi.
| Interlands van Heorhij Boesjtsjan voor Oekraïne | Interlands van Heorhij Boesjtsjan voor Oekraïne | Interlands van Heorhij Boesjtsjan voor Oekraïne | Interlands van Heorhij Boesjtsjan voor Oekraïne | Interlands van Heorhij Boesjtsjan voor Oekraïne | Interlands van Heorhij Boesjtsjan voor Oekraïne |
| №                                               | Datum                                           | Wedstrijd                                       | Uitslag                                         | Competitie                                      | Goals                                           |
| Als speler bij Dynamo Kiev                      | Als speler bij Dynamo Kiev                      | Als speler bij Dynamo Kiev                      | Als speler bij Dynamo Kiev                      | Als speler bij Dynamo Kiev                      | Als speler bij Dynamo Kiev                      |
| ----------------------------------------------- | ----------------------------------------------- | ----------------------------------------------- | ----------------------------------------------- | ----------------------------------------------- | ----------------------------------------------- |
| 1                                               | 7 oktober 2020                                  | Frankrijk – Oekraïne                            | 7 – 1                                           | Vriendschappelijk                               |                                                 |
| 2                                               | 10 oktober 2020                                 | Oekraïne – Duitsland                            | 1 – 2                                           | Nations League 2020/21                          |                                                 |
| 3                                               | 13 oktober 2020                                 | Oekraïne – Spanje                               | 1 – 0                                           | Nations League 2020/21                          |                                                 |
| 4                                               | 24 maart 2021                                   | Frankrijk – Oekraïne                            | 1 – 1                                           | WK 2022 kwalificatie                            |                                                 |
| 5                                               | 28 maart 2021                                   | Oekraïne – Finland                              | 1 – 1                                           | WK 2022 kwalificatie                            |                                                 |
| 6                                               | 3 juni 2021                                     | Oekraïne – Noord-Ierland                        | 1 – 0                                           | Vriendschappelijk                               |                                                 |
| 7                                               | 13 juni 2021                                    | Nederland – Oekraïne                            | 3 – 2                                           | EK 2020                                         |                                                 |
| 8                                               | 17 juni 2021                                    | Oekraïne – Noord-Macedonië                      | 2 – 1                                           | EK 2020                                         |                                                 |
| 9                                               | 21 juni 2021                                    | Oekraïne – Oostenrijk                           | 0 – 1                                           | EK 2020                                         |                                                 |
| 10                                              | 29 juni 2021                                    | Zweden – Oekraïne                               | 1 – 2 (n.v.)                                    | EK 2020                                         |                                                 |
| 11                                              | 3 juli 2021                                     | Oekraïne – Engeland                             | 0 – 4                                           | EK 2020                                         |                                                 |
| 12                                              | 11 november 2021                                | Oekraïne – Bulgarije                            | 1 – 1                                           | Vriendschappelijk                               |                                                 |
| 13                                              | 16 november 2021                                | Bosnië en Herzegovina – Oekraïne                | 0 – 2                                           | WK 2022 kwalificatie                            |                                                 |
| 14                                              | 1 juni 2022                                     | Schotland – Oekraïne                            | 1 – 3                                           | WK 2022 kwalificatie                            |                                                 |
| 15                                              | 5 juni 2022                                     | Wales – Oekraïne                                | 1 – 0                                           | WK 2022 kwalificatie                            |                                                 |
| 16                                              | 9 september 2023                                | Oekraïne – Engeland                             | 1 – 1                                           | EK 2024 kwalificatie                            |                                                 |
| 17                                              | 12 september 2023                               | Italië – Oekraïne                               | 2 – 1                                           | EK 2024 kwalificatie                            |                                                 |
| 18                                              | 7 juni 2024                                     | Polen – Oekraïne                                | 3 – 1                                           | Vriendschappelijk                               |                                                 |

Bijgewerkt op 6 februari 2025.

## Erelijst
| Premjer Liha           | 1 | 2020/21          |
| Koebok Oekrajiny       | 2 | 2019/20, 2020/21 |
| Soeperkoebok Oekrajiny | 3 | 2018, 2019, 2020 |